# 田淵幸一
田淵 幸一（たぶち こういち、1946年9月24日 - ）は、東京都豊島区出身の元プロ野球選手（捕手、内野手）・指導者（監督、コーチ）、野球解説者、野球評論家、タレント。阪神タイガースOB会会長（第6代）。
株式会社タブチエンタープライズ所属（FIRST AGENTにも業務提携で在籍）。ニックネームは「ブチ」「ブッちゃん」「タブタ」「オッサン（東尾修が使用）」。3代目ミスタータイガースとも称される。
現役時代は阪神タイガースの主砲として活躍し、1979年に移籍した西武ライオンズではチームの2年連続リーグ優勝・日本一に貢献した。引退後は福岡ダイエーホークス監督、阪神・楽天のコーチを歴任。また、北京オリンピック野球日本代表ヘッド兼打撃コーチも務めた。
妻は元女優・タレントのジャネット八田（八田有加）で、長男はフジテレビアナウンサーの田淵裕章。次男は元俳優の田淵帝次。

## 経歴

### プロ入り前
父親が毎日新聞社の山形地区販売担当をしていたとき、当地寒河江市で農業を営む母の家に新聞販売で訪れ、知り合い、上京して結婚し幸一が生まれた。父親が毎日新聞社に勤めていたこともあり、裕福な家庭で生まれ育った。両親と姉の4人家族。豊島区立高田中学校（現・豊島区立千登世橋中学校）在学中に野球を始め、2年生には五番打者となる。
法政大学第一高等学校に進学。1年生時の秋季東京都高等学校野球大会では正捕手として準々決勝に進出するが、日大一高に日没再試合の末に7回コールド負けを喫し、選抜大会出場を逃す。3年生の時の全国高等学校野球選手権東京大会では準々決勝まで進むが、日大二高に9回サヨナラ負けを喫し、全国選手権出場には届かなかった。
1965年4月に法政大学経済学部に進学。1年生の春から東京六大学野球リーグに出場。同年にはマニラで開催された第6回アジア野球選手権大会日本代表（東京六大学選抜チームが派遣）に選出され、日本の優勝に貢献した。この時の正捕手は早大の大塚弥寿男だったが、2年後の同大会では中心打者として完全優勝を飾っている。山中正竹らとバッテリーを組み、在学中3度のリーグ優勝を経験。リーグ通算97試合出場、342打数94安打、打率.275、78打点。ベストナイン3回選出（4年の1968年秋季は早大阿野鉱二が選出され自身はベストナイン特別賞）。山本浩二・富田勝と共に「法政三羽烏」と呼ばれ、3年生の春にそれまでの本塁打リーグ通算記録（8本）を早々と更新、通算で22本塁打まで伸ばし、1997年に慶大・高橋由伸に破られるまでリーグ記録だった。
1968年度ドラフト会議にて阪神タイガースから1位指名を受け、入団。ドラフト会議前には巨人の指名が確実視され本人もそれを望んでいたとされたが、山本浩二や関西出身の富田を指名すると噂されていた阪神が、「在京ならまだしも関西球団はちょっと……」という田淵を1位指名した。ドラフト前に巨人関係者と会食し、「君には背番号2を用意している」と言われ感激したが、ドラフト指名がこのような結果になってしまい、落胆した。一方、諦めきれない巨人側も、田淵を一度阪神に入団させ後に巨人へ移籍させる「三角トレード」を提案、また密かに田淵との会談を画策したが、阪神側はトレードを拒否。巨人入りが絶望的となり田淵は阪神と契約した。阪神側から指名前の挨拶は一切なかった。
ドラフト指名後の記者会見で、母親が田淵を「ボクちゃん」と呼んでいることが発覚し、記者たちの度肝を抜いた。

### 阪神時代
阪神入団後はオープン戦で本塁打を2本放ち、強肩、強打の捕手として1年目からレギュラーに定着。22本塁打を放ち、捕手として初めての新人王を受賞した。新人でのシーズン22本塁打は2021年に佐藤輝明が並ぶまで球団記録であった。
2年目の1970年は8月上旬には20本塁打に到達するなど、ハイペースで本塁打を量産する。しかし、8月26日の対広島戦で外木場義郎から左こめかみに死球を受け昏倒。耳からの出血もありすぐさま救急車で病院に搬送され、以降のシーズンを棒に振った。このときのケガは「田淵の体質がこれで全て変わってしまった」と言われるほど大きなもので、翌年以降まで尾を引き、入団当時「もやし」「キリン」のあだ名をつけられるほどやせていたが、だんだんと太りだしてしまったとされる。一方で、田淵自身に死球の瞬間の記憶が残っておらず、死球後遺症としての内角球恐怖症にはならなかったという。
1971年は死球禍も癒えてオープン戦から快調に本塁打を打つが、3月末に風邪をこじらせて急性腎炎を発症し、入院加療を行う。6月17日の大洋戦から戦列に復帰するが、まだ入院中でしばらく病院から球場に通い、23日にようやく退院した。この年は大事を取って、主に一塁または外野に回り、捕手としての出場は1試合に留まった。
この頃より打撃フォームを一本足打法にしてから飛距離が伸び始め、1972年には34本塁打を記録した。江夏豊とのコンビは「黄金バッテリー」と呼ばれた。
1973年4月から5月にかけて、巨人を相手に同一カード7打数連続本塁打という記録を作っている。
|   | 日付    | 球場   | 相手投手   | イニング | 内訳          |
| - | ------- | ------ | ---------- | -------- | ------------- |
| 1 | 4月26日 | 後楽園 | 関本四十四 | 6回      | 左翼3ラン     |
| 2 | 〃      | 〃     | 菅原勝矢   | 8回      | 左翼4号3ラン  |
| 3 | 〃      | 〃     | 〃         | 9回      | 5号3ラン      |
| 4 | 5月9日  | 甲子園 | 高橋善正   | 2回      | 左翼9号ソロ   |
| ― | 〃      | 〃     | 〃         | 4回      | 死球          |
| 5 | 〃      | 〃     | 〃         | 7回      | 左翼10号2ラン |
| 6 | 〃      | 〃     | 〃         | 9回      | 中堅11号ソロ  |
| 7 | 5月10日 | 甲子園 | 高橋一三   | 1回      | 左翼12号2ラン |

同年9月9日の対ヤクルト25回戦で、ヤクルトの安田猛が続けていた連続イニング無四死球のプロ野球新記録の更新を81で止める。安田は7月17日の対阪神15回戦、8回表一死二塁で田淵を敬遠で歩かせたのを最後にその試合の9回から無四死球を続け、1950年の白木義一郎の74を破って記録を更新していたが、この試合、2-2の9回二死二塁で田淵を敬遠したことによりその記録が止まった。
1974年に父親が他界。当日試合前に知らせの電報を受け取り、監督・金田正泰も「試合を気にせんと帰ったれ」と田淵を気遣ったが、それらを振り切ってあえて出場し、平松政次から本塁打を2発放った。
1975年には王貞治の14年連続本塁打王を阻止する43本塁打を打ち、初タイトルを獲得した。この前年、田淵は自己最多の45本塁打（自身初のシーズン40本塁打）を放ちながらも4本差で本塁打王を逃していたが、1975年は怪我で出遅れた王を尻目に開幕から打ちまくり、最終的に王に10本差をつけてタイトルを獲得した。死球を受け、左手をまともに使えない状況で右手だけを使い、打った本塁打も含まれている。
阪神在籍10シーズンで4番打者としての出場数812試合（チーム歴代3位）本塁打247本（チーム歴代1位）574打点（チーム歴代3位）と、3代目ミスタータイガースと呼ぶに相応しい成績を残した。

### 西武時代
1978年11月15日の深夜に大阪梅田のホテル阪神にて、クラウンライターライオンズから生まれ変わったばかりの西武ライオンズにトレード通告される。阪神から田淵・古沢憲司の2人、クラウンから真弓明信・竹之内雅史・若菜嘉晴・竹田和史の4人という大型トレードであった。このシーズンは阪神が球団史上初の最下位に沈んで後藤次男監督が1年で解任され、次期監督に球団OBではないドン・ブレイザーを招聘することが決まっていた。
このトレードは深夜に呼び出されて通告されるという異例のものであり、田淵にとっても不満は大きかった。球団側の「今度行く西武の根本監督は良い監督だから、行ってよく勉強して来い」という説得に対し、「じゃあ、（阪神の）ブレイザー監督は良い監督ではないんですか?」と言い返したという。その後もテレビのインタビューで不満をぶちまけるなど、すったもんだの末にようやく決着した。
西武で体を鍛え直し、1980年に一塁手に転向、指名打者でも活躍した。5年ぶりとなる40本塁打以上（43本塁打）を記録（西武球団史上初の40本塁打でもある）。1982年・1983年には阪神時代に成しえなかったリーグ優勝と日本一も経験した。1983年には5月8日対ロッテ戦で3年ぶりの盗塁に成功し、7月10日（チーム67試合目）までに29本塁打を放ち、当時のシーズン最多本塁打記録（55本）更新とセ・パ両リーグ本塁打王獲得が期待されたが、13日の近鉄戦で柳田豊から死球を受け左手首骨折により長期欠場。復帰はシーズン終盤の10月4日となった。1983年の日本シリーズでは第1戦で江川卓から3ランを放つと、第5戦では日本シリーズ29イニング連続無失点中であった西本聖を攻略するために野球人生で初めてバットを短く持って打席に立ち、本塁打にするなどの活躍をし、このシリーズの優秀選手賞を受賞した。1984年9月23日現役引退を表明。9月29日、西宮球場の対阪急戦が現役最終試合となり、試合後に胴上げされた。この試合では阪急の応援演奏をおこなう阪急百貨店吹奏楽団の「ラッパ隊」が、田淵のために「六甲おろし」を奏でて贈った。後述にもあるように怪我や病気の多さで有名でもあったが一番の決め手は花粉症による病状が引退の決め手と言われている。結果的に言えば、この引退により翌年、「ミスタータイガース」が阪神相手に日本シリーズを戦うことを回避することになる。

### 引退後

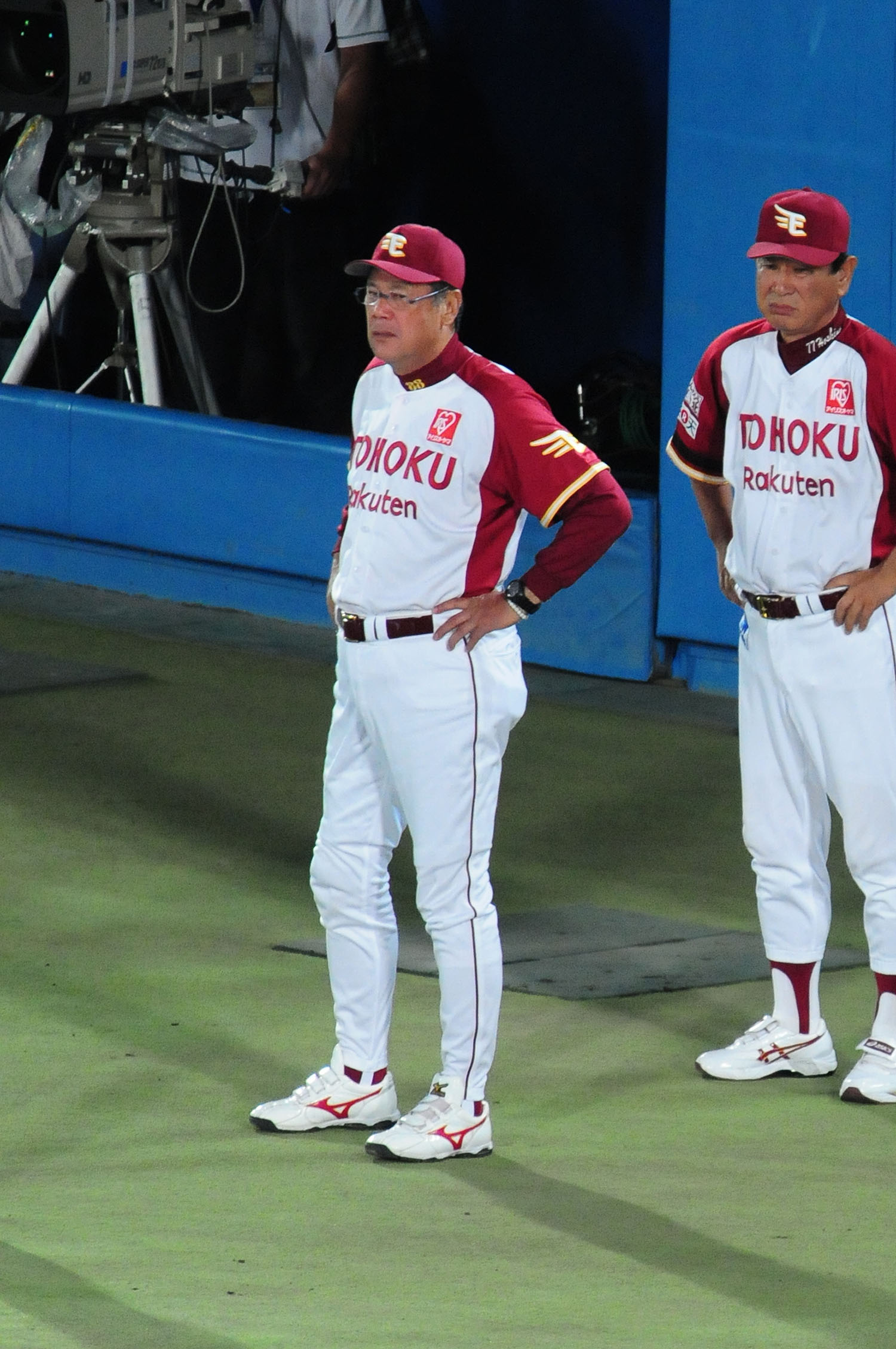
楽天コーチ時代。左が田淵（2011年8月30日、こまちスタジアムにて）
右は当時の監督・星野仙一

引退後の1985年から5年間、TBS（テレビ・ラジオ）の解説者を務める。1985年オフに西武の監督広岡達朗が解任。後任監督にオーナーの堤義明の希望で田淵の名前が挙がり球団フロントは参謀役に前年退団していた森昌彦を充てようと考えたが、森は首を縦に振らず田淵の監督起用を断念、森が西武の監督に就任した。
1987年オフに阪神の監督吉田義男が解任。後を継いだ新監督村山実からヘッド兼打撃コーチ就任を依頼されたが、過去にトレードに出された際の球団の不手際もあり、復帰を断った（村山の希望とは裏腹に阪神球団は田淵の復帰を望んでいなかった）。田淵は「村山タイガースなら帰るが阪神タイガースへなら帰りたくない」と述べた。
1990年にダイエーの監督に就任。ヘッドコーチに黒田正宏（法大の1年後輩捕手）、打撃コーチに大田卓司、スコアラーに豊倉孝治と西武OBを招聘した（黒田はホークスOBでもある。また大田・豊倉は西武の前身で福岡に本拠を置いていた西鉄→太平洋→クラウンに在籍経験がある）。選手補強では就任間もないドラフト会議で嘗ての自身と同じく巨人を熱望する元木大介を野茂英雄の外れ1位で指名したが入団には至らず。西武時代同僚の杉本正、広橋公寿（福岡出身）を懇意の星野監督率いる中日からトレードで獲得。西武式の練習を取り入れ、「俺はいくら阪神でホームランを打っても優勝できなかったけど、西武の広岡野球で二度の優勝を味わった。やはり緻密じゃないと勝てないんだ。」、監督就任後の秋のキャンプでは二言目には「西武では〜」、「広岡さんは〜」と言ったという。1年目はチーム順位・打率、本塁打、得点、失点、防御率はすべてリーグ最下位に終わった。85敗、勝率.325は2リーグ制以降の球団のワースト記録。1年目は早々に竹之内雅史打撃コーチ（現役時代のトレード相手）は意見が合わずに退団、中西邦之投手コーチは成績不振のため休養、また、トニー・バナザード、ウィリー・アップショー両外国人選手との確執を残すなど、人事面で大きなトラブルが相次いだ。10月28日にはセレクション会議（12球団が一堂に会するトレード会議）に参加するに当たって、「ウチは金銭ならいいが、交換トレードとなると苦しいね。交換できる選手がいない。その点、浩二（広島・山本監督）とこはいいよな。長嶋や長内がリストに入っているらしい。2人とも他のチームならレギュラークラスだ」と発言。他球団のトレード要員を漏洩したため、広島の松田オーナー代行が激怒し、ダイエー球団から厳重注意、減俸10％の処分を科された。1991年は権藤博を投手コーチに招へい、門田博光が復帰したほか古巣・阪神との大型トレードで獲得した池田親興（法大の後輩）がストッパーで再起、大野久は盗塁王となるが5位、1992年は4位と順位こそ上がったものの、長い低迷から脱することはできずに解任された。結果の欲しい田淵は権藤の若手起用は聞き入れなかった。なお、後述の長男・裕章によると、この3年間、東京の自宅には生卵や自転車が投げ込まれたり、裕章自身もこの子供の頃に父親のことでからかわれるなど、田淵家は大変だったということである。そして、後任として根本陸夫が監督に就任した。1993年から2001年までは、再びTBSの解説者を務める。
2001年12月20日には親友である星野仙一の阪神監督就任に伴い、古巣・阪神のチーフ打撃コーチに就任。自身にとっては24年ぶりの阪神復帰となった。背番号は88。翌2003年のリーグ優勝に大きく貢献する。「うねり打法」と称した打撃理論で濱中おさむ・関本健太郎などを育成する。星野は著書の中で「うねり打法、3割打線だ、と終始注目を集めてきた通り、大型、小型のバッターをミックスして、上手く振り分けて、ポイントを一つも外さないで攻撃態勢を作ってくれた。和田とオマリーの協力を得ながら3人で、弱い打線のレベルを一気に引き上げてくれたのである」と記している。その反面、成績が振るわない選手や見込みがない選手に対しては早々に見限るシビアな側面もあった。デリック・ホワイトの成績不振に対しては「もう（あいつに）直接教える事はない。後は本人次第で頑張ってもらうだけだから」と「戦力外」の烙印を押し、後にホワイトの解雇につながったが、「ホワイトに骨折が判明し、試合に出られる状態ではないのにベンチに入って声を出していた姿に感激して、おそらく解雇になるだろうホワイトの幸運を祈った」と自著に記している。
普段は対等の友達感覚で付き合っていたが、ユニフォームを着ればベンチでも「どうしますか、代えますか」と常に敬語で接し、遠征先で連れ立って食事に出ると、必ずホテルに宿泊している和田への土産だといって寿司やお好み焼きを包ませた。
星野が記者団を相手に昼食をとっていると、午前中から蒸し暑い神宮の室内練習場で特訓を見てきた田淵が茹でダコのようになって引きあげて来たこともあったほか、星野がベンチから練習を見ている時に雨の中で突っ立ってバッティングケージにしがみつき、打者の至近距離で、軸回転で打っているか、コンパクトなスイングがしっかりできているかをチェックするため、キャッチャーマスクとプロテクターを付けて現われたこともあった。
田淵のような専任コーチ経験のない監督経験者が、監督退任後にヘッドコーチ以外のコーチに就いた例は、中西太、杉下茂など兼任監督だったケースが大半で、田淵のケースは珍しい例である。田淵自身は、星野の下でコーチを務めていた頃から「俺は監督に向いていない、せいぜいヘッドコーチまでだ」とたびたび周囲に漏らしていた。2003年オフ、星野が健康上の理由から監督を勇退した際には、「俺は監督と一蓮托生」と自身も10月31日に退団した。また、同年オフに、星野の推薦で後任監督候補に挙がったが、本人は固辞した。
2004年、三たびTBS解説者として復帰。TBS時代は、いずれもスポーツニッポン評論家との兼務である。2007年1月29日、星野が北京五輪日本代表監督に就任、再び星野の下でヘッド兼打撃コーチとなる。この時、星野からコーチ就任を依頼された際の言葉は「行くぞ」だけであった。結果は振るわず4位に終わり、チーム打率.233は決勝トーナメントに出場した4カ国の中で最低の成績で長打力.362は打率と共にワーストであった。
2009年秋、阪神タイガースOB会の第6代会長に就任したが、わずか1年で辞任している。2011年からは星野が監督に就任した東北楽天ゴールデンイーグルスのヘッド兼打撃コーチに就任（星野が球団に田淵のコーチ招聘を要請）。阪神、北京五輪日本代表に続き、楽天でも星野をサポートすることになった。しかし、チームの極度の打撃不振から6月5日付で打撃コーチ職を解任。ヘッドコーチ専任となり、翌2012年もヘッドコーチを務めたが、同年シーズン終了を以って解任となった。山﨑武司とは色んな意見の違いがあった。
2013年には、TBSテレビ（復帰後は2013年のみ地上波中継への出演なし、2014年より地上波中継にも復帰）・ラジオの野球解説者・スポーツニッポンの野球評論家へ復帰し、タレントとしても復帰した。しかし2018年からはTBSラジオが野球中継から撤退したため、BS-TBSやTBSチャンネルの野球解説者の傍ら、阪神OBとして在阪放送局（朝日放送テレビ・朝日放送ラジオ・テレビ大阪・サンテレビ）のゲスト解説者としても活動している。
2020年1月14日、野球殿堂入り（エキスパート表彰）が発表された。同年8月18日、東京ドームホテルにおいて殿堂表彰式が執り行われた。

## プレースタイル

### 打撃
飛距離の長さ、大きく美しい放物線を描くホームランの軌道から「ホームラン・アーチスト（“アーティスト”とホームランを示す“アーチ”を合わせた造語）」と呼ばれていた。落合博満も「本当のホームランバッターは田淵さんと秋山幸二だけ」と認めていた。特に外角球に強かったが、この長打力には田淵の左腕が右腕より3cmあまり長かったことも影響したとされる。これを発見したのは、新人時代に田淵のスーツを仕立てた洋服屋であった。ただし、晩年は、この腕の長さが原因で思うような打撃ができなかったという。
毎年多くの四球を選ぶ選球眼も武器の一つ。通算本塁打474本は歴代12位（2024年シーズン終了時点）の記録であるが、田淵の特筆すべき点として、本塁打1本を打つのに要する打数の少なさが挙げられる。2024年シーズン終了時点で通算300本塁打を記録した選手は45人いるが、田淵の本塁打率（打数を本塁打で割った数字＝本塁打1本を打つのに要する打数）は王貞治に次いで2番目に少ない。
300本塁打以上で本塁打率が15以下の選手（2024年度シーズン終了時点）
| 名前                         | 本塁打 | 試合数 | 打数 | 本塁打率 |
| ---------------------------- | ------ | ------ | ---- | -------- |
| 王貞治                       | 868    | 2831   | 9250 | 10.66    |
| 田淵幸一                     | 474    | 1739   | 5881 | 12.41    |
| ウラディミール・バレンティン | 301    | 1104   | 3759 | 12.49    |
| アレックス・カブレラ         | 357    | 1239   | 4510 | 12.63    |
| タフィ・ローズ               | 464    | 1674   | 6274 | 13.52    |
| 松井秀喜                     | 332    | 1268   | 4572 | 13.77    |
| 長池徳二                     | 338    | 1449   | 4872 | 14.41    |
| 清原和博                     | 525    | 2338   | 7814 | 14.88    |
| 落合博満                     | 510    | 2236   | 7627 | 14.95    |
| 中村剛也                     | 478    | 2100   | 7164 | 14.99    |

※カブレラは300本塁打到達時点での本塁打率は田淵を上回っていたが、その後のペースダウンにより最終的には田淵を下回る数字で引退した。
特に1983年には、故障で82試合しか出場していないにも拘らず30本塁打を打っており、プロ野球では初めて「規定打席に未到達で30本塁打」を記録した選手となった。この記録は2024年シーズン終了時点で田淵を含めて6人が記録しているが、田淵以外はいずれも外国人選手によるものである。
本塁打に目覚めたきっかけは高校3年の時にかぜで練習を3日休んだ病み上がりの合宿であった。この時、体調が完全に戻っておらず、体にあまり力が入らなかったが、打撃練習では打球は思った以上によく飛んで行った。この時に「打撃は力ではない」「ボールとバットが当たる場所さえ合えばボールは飛ぶ」と悟り、このことがきっかけで滞空時間の長い独特な放物線を描く本塁打を打てるようになったという。
デビューは対大洋戦での江夏豊の代打。平松政次と対戦し、シュートに手が出ず三振だった。これ以後シュートを極端に意識するようになり、若い頃の田淵は本塁打を打つと球種が何であろうと取材には「打ったのはシュート」と答えていた。取材したスポーツ記者はこれだけで記事を書かなければならず苦労したという。なお、デビュー戦ではグリップの位置が高かったが、翌日からは下げるように改めた。
1983年の日本シリーズ（西武×巨人）第2戦（西武球場）で、巨人投手の西本聖の内角へ鋭く曲がるシュートに対して凡打の山を築いた。このため、第5戦（後楽園球場）で西本が再び先発した際には、西本のシュート対策として自分のバットのグリップエンド部分にテープを巻いて太くし、バットコントロールをしやすくすることを企図したという。その結果、第5戦の4回表に西本のシュートを捉え左翼ポールに当てる本塁打を放っている。
対巨人戦に強い打者であり、巨人がV9を達成した1973年には、シーズン37本塁打のうち16本を巨人戦で放っている。また同シーズンには1試合3本塁打を2度記録しているが、2度とも巨人戦である。また、巨人戦で5試合連続で9本塁打、7打数連続本塁打（前述）を記録。優勝争いをしていた10月10日の巨人戦では2-5の劣勢をひっくり返す逆転満塁本塁打を放った。しかし、翌日の巨人戦は一度は7-0とリードしながら江夏がKOされ、10-10の引き分け。これは田淵にとってプロ入り初の満塁本塁打だった。残り3試合でマジック1だったにもかかわらず広島、中日に連敗、巨人との最終決戦（10月22日、甲子園）にも敗れ、優勝はならなかった。後に本人も「このとき優勝していれば自分の野球人生は変わっていた」と語っている。
打撃に対する姿勢も天才肌であった。西武時代に同僚だった野村克也が、大鏡の前で素振りもせずただ構えをチェックしている田淵を見つけ、何をしているのかと聞くと「僕は構えさえ決まれば打てるんです」と答えた。野村は「構えは確かに大事だが、いい構えだけでさあ何でも来いというのは田淵だけや」と呆れたという。
いしいひさいちの『がんばれ!!タブチくん!!』では、極めて短足で「ドタドタ」と重そうに走る様子が描かれ、「絶対に不可能なことの例え」として「タブラン（田淵のランニングホームランの略）」という言葉が出てくるが、星野によれば法大時代の田淵は俊足であった。長嶋茂雄の六大学記録に迫っていた時、ランニングホームランで達成しそうになり「失礼だ」という理由で三塁で止まったこともある。プロ生活ではランニングホームランは一度もなく、盗塁も18個しか記録していない。また、球界屈指の長足でもあったが、それゆえにバッティングフォームの重心が高く、確実性に欠けるとの指摘もされていた。江夏は「田淵ほど、何もしない、何も考えないでホームランを打った男を知らない。オレがいままで見た野球選手のなかで、天才と呼べるのはただ一人、田淵幸一だけや」と述べている。西武時代監督だった広岡達朗は「あれには注文をつけても仕方がない。ホームランさえ打ってくれたらそれで十分だ」と述べている。
東尾修は「田淵さんも避けるのが下手でデッドボールに苦しめられたバッターだったが清原はそれ以上だった。」、伊原春樹は「田淵さんは死球の避け方が上手ではなかった。死球への対処がもう少し上手ければもっと通算本塁打も伸びただろうと思うばかりだ。」と述べている。
長打力のある選手に多めの傾向があるとされる三振だが、田淵は三振の少ない選手であり、1シーズンに100以上の三振を記録したことは一度もない。公式戦における犠打はゼロである。
本塁打数の割に安打数が比較的ながらも少ないことが特徴でもあり、日本球界において、通算400本塁打以上を放ちながら2000本安打に到達しなかった日本人選手は田淵と山崎武司の2人だけである（外国人選手を含めるとタフィ・ローズを加えて3人となる）。
阪神時代と西武時代に1回ずつ4者連続本塁打に絡んだ。
| 年月日        | 相手         | 球場   | 回 | 相手投手 | 1人目    | 2人目      | 3人目        | 4人目    |
| ------------- | ------------ | ------ | -- | -------- | -------- | ---------- | ------------ | -------- |
| 1976年9月19日 | 広島20回戦   | 甲子園 | 6  | 永本裕章 | 中村勝広 | 掛布雅之   | ラインバック | 田淵幸一 |
| 1983年6月28日 | ロッテ14回戦 | 西武   | 3  | 仁科時成 | 立花義家 | スティーブ | 田淵幸一     | 大田卓志 |

### 守備
若い頃は巨体ながら捕手としての動きは俊敏で、大学時代には俊足の高田繁との対決が見せ場であった。プロ入りしてからもボールを受けてから二塁に投げるまでの速さはトップクラスで、加えて強肩でもあり、20代の頃は盗塁阻止率4割以上を記録している。1977年7月13日の大洋戦で田村政雄から死球を受けて右手親指を骨折し、この影響で入団5年目まで5割以上の盗塁阻止率を誇っていた肩が衰えていた。
しかし、既述の外木場から受けた死球の影響により聴力の低下や体質変化（肥満）のためにプレーが緩慢になっていったと言われる。よく挙げられるのは、阪神時代に何でもないキャッチャーフライを見失い、落球したというプレーである。また、当時の阪神には辻佳紀・辻恭彦など守備の得意な捕手がいたこともあり、怪我をして以降は一塁や外野でも出場、西武に移籍後は主に指名打者として出場していた。江夏豊によると、田淵が捕手として大成できなかった要因は大雑把な神経にあるという。

### その他
一般に曲者ぞろいとされる捕手の中では珍しい、非常に大らかな人物である。江夏豊もその人間性について「ブチほど純粋で裏表のない人間はいない」と述べている。目が合って一言でも挨拶してしまうと途端に相手が敵とは思えなくなり、まともな勝負ができなくなってしまうため、試合前に対戦相手の選手とできるだけ目を合わせないようにしていた、「当たると痛い」のでインコースギリギリに投げて打者を威嚇するようなサインは絶対に出さなかった（江本孟紀による）、コーチに「サインが盗まれているから隠せ」と言われても「そんなこすっからいことする人いません」と取り合わなかったなど、人の良さを示す逸話は枚挙に暇がない。また、サイン盗みは卑怯なやり方として絶対に使おうとせず、正々堂々と勝負することを常としていた。
野村克也は現役の頃から「捕手としての田淵」を疑問視し、野村は「捕手出身者が監督になって駄目だった例」として田淵の名をよく挙げており、数多くの著書で田淵の捕手や指導者としての能力を酷評している。
1975年頃の阪神は田淵に限らず、江夏、和田徹、遠井吾郎など力士のような肥満体型の選手が目立っていたため、「相撲部屋」と揶揄されていた。このようなことから同年、中川卓爾が東京教育大学より引き抜かれてトレーニングコーチに就任した。

## 『がんばれ!!タブチくん!!』
1977年から、入団当時に比べ太ってしまった田淵をモチーフとした漫画『がんばれ!!タブチくん!!』（いしいひさいち作）が連載され、単行本がベストセラーになった。漫画の中ではタブチの良きパートナーとしてヤクルトの安田猛（実生活では東京六大学以来の好敵手である）や大矢明彦、また当時ヤクルトの監督で後に西武の監督に就任する広岡達朗もキャラクターとして登場、1979年には映画にもなった。
『がんばれ!!タブチくん!!』に出てくる夫人・ミヨコは、前夫人がモデルである。田淵本人は最初知らなかったが、家庭内のネタは前夫人が情報源であったことをテレビ番組内で語っている。自身をネタにされているにもかかわらず田淵自身この漫画の大ファンで、いつも読んでは大笑いしていたという。NHK教育テレビ『YOU』（1984年）に出演した際には「マンガまで書いて応援してくれるなんて嬉しい。作者に会ってお礼が言いたい」とまで語っている。
また、タレントのダンカンが江夏から直接聞いた話として、劇場アニメ化された際に江夏と2人で鑑賞に行った際、「自分をモデルにした映画だと言うから観に来てみたら、お客さんが全然入っていな〜いじゃないか!」と内容ではなく観客の入りの少なさを怒っていたという。この言葉に江夏は「ま、昼間やから仕方ないやろ。夜やったら満席やでぇ」と慰めたという（DVD-BOX同梱の解説書より）
。
なおYouTubeプロ野球OBクラブ公式チャンネルで2021年に江夏と田淵の対談が行われた際、「タブチくん」の映画を江夏と観たという上記の話の真相を確認したところ、田淵はそもそもその映画を観ていないと完全に否定し、江夏と共々呆れていた。
田淵が現役引退（1984年）した翌年の1985年1月9日、『球界のスーパー・ヒーロー引退に捧ぐ!』という副題で、劇場第1作目が日本テレビ『水曜ロードショー』で記念放送された。
現夫人は野球にはまったく興味がなく、この漫画で田淵の存在を初めて知った。その結果として彼女と結婚できたので、田淵自身は「この漫画には不満などなく、むしろ感謝している」と、後年テレビ番組内で語っている。
2020年1月に田淵が野球殿堂入りを果たした際にコメントを求められたいしいは、「タブチくんのコメント」として「殿堂入りは当然と思います。もう2度と足を引っ張ったりしません。おめでとうございます」と祝福した。

## 家族・親類・交友関係
1975年1月に離婚歴のある一般女性と結婚。スター選手の姉さん女房として注目の的となった夫人はマスメディアにも度々取り上げられたが、1981年1月に協議離婚。その際に、金田正一ら後援者による協議会が実施されるなど、泥沼離婚劇がマスコミで大きな話題となった。
1981年5月に女優のジャネット八田（八田有加）と再婚。いわゆるできちゃった結婚であり、田淵は当時バツイチで年齢も35歳であったため話題を呼んだ。2人の間に2男があり、長男はフジテレビアナウンサーの田淵裕章。
江本孟紀は法政大学の1学年後輩で、江本の阪神移籍後は学生時代以来のバッテリーを組んだ。古沢憲司を含む3人でよく一緒に行動し、田淵が西武へのトレードを伝えられるために呼び出された日にも3人でゴルフをし、場所を変えて球団の再建策を話し合っていたという。
星野仙一、山本浩二とは親友である。もともと大学時代、広島の田舎から出てきた山本に田淵が東京を案内したのがきっかけ。この2人と富田の三羽烏があまりに仲がいいので、星野が嫉妬して割って入ってきた。現役時代、広島遠征時には、敵味方に分かれているにもかかわらず山本と一緒に食事をしたり、山本の家に遊びに行ったりしていたという。
田淵自身は公私混同を避けるため、阪神コーチ時代は星野との友達関係を捨てて一線を画した。しかし、星野を取り上げた日本テレビ系『スーパーテレビ』では、3人の会食・裏話も飛び出す談笑が放送されており、この中では完全に友達関係であった。阪神コーチ退任時の会見では「ようやくこれからは前みたいに"仙ちゃん"と呼んで、普通に話ができるよ」と発言した。2018年の正月に星野から田淵へ宛てられたメールの文末には「いつもありがとう!」と綴られていて、星野からこのような感謝の言葉を直接もらったことはおろか文面でも見たことがなかった田淵はまさかとは思っていたが、星野の訃報が入ったのはこの3日後のことであった。
『がんばれ!!タブチくん!!』がアニメ映画化された際に主人公・タブチの声を演じた西田敏行とは、西田自身が阪神ファンであることもあって親交を深め、その縁で西田が「局長」を務めた時期の朝日放送の『探偵!ナイトスクープ』に田淵も番組顧問として不定期に出演していた。また、西田が主演の映画『釣りバカ日誌』シリーズへの出演を田淵に依頼したこともあるが、実現しないままシリーズが終了した。

## アクシデント
以下に記す通り、田淵は、毎年のように大きなケガや病気に見舞われていた。
- 1969年：左肘打撲
- 1970年：腰痛、右足首捻挫、左側頭部死球（前述。この影響で左耳が難聴である）
- 1971年：急性腎臓炎、左手首・左足打撲
- 1972年：左手首打撲、頭部打撲
- 1973年：急性腰筋痛（3回）
- 1974年：左手関節挫傷、左前腕打撲、右肘関節挫傷
- 1975年：右足挫傷
- 1976年：右膝打撲、左側頭部打撲
- 1977年：左肘痛、右手親指骨折
- 1978年：腰痛
- 1979年：アキレス腱痛
- 1980年：前頭部打撲、右膝打撲
- 1981年：右膝打撲（2回）
- 1983年：左手尺骨下端骨折
- 1984年：花粉症（本人曰く、「花粉症が騒がれる以前（1970年代以前）から春先は風邪のような症状があり、春の田淵は調子が悪いと言われていた」[要出典]）

ケガのせいでタイトルを棒に振ったシーズンも多く、また、腎臓炎治療の際の投薬治療が原因で太るようになったと言われる。全試合出場は1975年、1976年の2度しか記録できなかった。王の連続シーズン本塁打王をストップしたのは田淵だが、王は田淵について「瞬間的爆発力という点ではすごかったと思うけど、何しろ怪我が多かったからね。（タイトル争いの上では）怪我らしい怪我をほとんどしない山本浩二や衣笠のほうが不気味だったね」と語っている。

## 詳細情報

### 年度別打撃成績
| 年 度      | 球 団      | 試 合 | 打 席 | 打 数 | 得 点 | 安 打 | 二 塁 打 | 三 塁 打 | 本 塁 打 | 塁 打 | 打 点 | 盗 塁 | 盗 塁 死 | 犠 打 | 犠 飛 | 四 球 | 敬 遠 | 死 球 | 三 振 | 併 殺 打 | 打 率 | 出 塁 率 | 長 打 率 | O P S |
| ---------- | ---------- | ----- | ----- | ----- | ----- | ----- | -------- | -------- | -------- | ----- | ----- | ----- | -------- | ----- | ----- | ----- | ----- | ----- | ----- | -------- | ----- | -------- | -------- | ----- |
| 1969       | 阪神       | 117   | 412   | 359   | 47    | 81    | 15       | 1        | 22       | 164   | 56    | 1     | 6        | 0     | 2     | 42    | 1     | 9     | 98    | 12       | .226  | .320     | .457     | .777  |
| 1970       | 阪神       | 89    | 355   | 316   | 40    | 77    | 11       | 0        | 21       | 151   | 40    | 1     | 2        | 0     | 0     | 32    | 3     | 7     | 74    | 6        | .244  | .327     | .478     | .805  |
| 1971       | 阪神       | 80    | 329   | 276   | 34    | 63    | 5        | 0        | 18       | 122   | 45    | 2     | 2        | 0     | 2     | 45    | 3     | 6     | 68    | 8        | .228  | .347     | .442     | .789  |
| 1972       | 阪神       | 128   | 533   | 469   | 71    | 121   | 16       | 2        | 34       | 243   | 82    | 2     | 1        | 0     | 3     | 55    | 14    | 6     | 91    | 12       | .258  | .341     | .518     | .860  |
| 1973       | 阪神       | 119   | 499   | 398   | 77    | 102   | 6        | 0        | 37       | 219   | 90    | 0     | 2        | 0     | 7     | 85    | 24    | 9     | 69    | 16       | .256  | .393     | .550     | .943  |
| 1974       | 阪神       | 129   | 529   | 407   | 83    | 113   | 14       | 0        | 45       | 262   | 95    | 2     | 2        | 0     | 4     | 102   | 28    | 16    | 67    | 13       | .278  | .437     | .644     | 1.080 |
| 1975       | 阪神       | 130   | 531   | 426   | 79    | 129   | 14       | 4        | 43       | 280   | 90    | 2     | 2        | 0     | 2     | 88    | 25    | 15    | 64    | 18       | .303  | .437     | .657     | 1.094 |
| 1976       | 阪神       | 130   | 515   | 440   | 82    | 122   | 14       | 0        | 39       | 253   | 89    | 1     | 0        | 0     | 2     | 65    | 8     | 8     | 56    | 12       | .277  | .379     | .575     | .954  |
| 1977       | 阪神       | 102   | 381   | 341   | 48    | 89    | 11       | 0        | 23       | 169   | 59    | 2     | 0        | 0     | 2     | 32    | 4     | 6     | 40    | 11       | .261  | .333     | .496     | .829  |
| 1978       | 阪神       | 117   | 467   | 413   | 64    | 119   | 8        | 0        | 38       | 241   | 89    | 1     | 2        | 0     | 2     | 44    | 5     | 8     | 50    | 9        | .288  | .366     | .584     | .950  |
| 1979       | 西武       | 107   | 429   | 382   | 59    | 100   | 14       | 2        | 27       | 199   | 69    | 0     | 1        | 0     | 4     | 33    | 1     | 10    | 54    | 9        | .262  | .333     | .521     | .854  |
| 1980       | 西武       | 123   | 507   | 440   | 75    | 117   | 9        | 1        | 43       | 257   | 97    | 3     | 3        | 0     | 5     | 49    | 3     | 13    | 79    | 13       | .266  | .353     | .584     | .937  |
| 1981       | 西武       | 86    | 330   | 283   | 31    | 70    | 3        | 1        | 15       | 120   | 49    | 0     | 0        | 0     | 3     | 40    | 2     | 4     | 39    | 11       | .247  | .345     | .424     | .769  |
| 1982       | 西武       | 114   | 386   | 340   | 43    | 74    | 8        | 0        | 25       | 157   | 59    | 0     | 1        | 0     | 3     | 40    | 1     | 3     | 51    | 6        | .218  | .303     | .462     | .765  |
| 1983       | 西武       | 82    | 349   | 300   | 56    | 88    | 11       | 0        | 30       | 189   | 71    | 1     | 0        | 0     | 1     | 43    | 2     | 5     | 31    | 5        | .293  | .390     | .630     | 1.020 |
| 1984       | 西武       | 86    | 323   | 291   | 20    | 67    | 8        | 1        | 14       | 119   | 55    | 0     | 0        | 0     | 1     | 28    | 1     | 3     | 41    | 15       | .230  | .303     | .409     | .712  |
| 通算：16年 | 通算：16年 | 1739  | 6875  | 5881  | 909   | 1532  | 167      | 12       | 474      | 3145  | 1135  | 18    | 24       | 0     | 43    | 823   | 125   | 128   | 972   | 176      | .260  | .361     | .535     | .896  |

- 各年度の太字はリーグ最高

### 年度別守備成績
| 年 度 | 球 団 | 捕手  | 捕手     | 捕手     | 捕手     | 捕手     | 捕手 |
| 年 度 | 球 団 | 試 合 | 企 図 数 | 許 盗 塁 | 盗 塁 刺 | 阻 止 率 |      |
| ----- | ----- | ----- | -------- | -------- | -------- | -------- | ---- |
| 1969  | 阪神  | 82    | 58       | 27       | 31       | .534     |      |
| 1970  | 阪神  | 88    | 67       | 30       | 37       | .552     |      |
| 1971  | 阪神  | 1     | 0        | 0        | 0        | -        |      |
| 1972  | 阪神  | 114   | 109      | 50       | 59       | .541     |      |
| 1973  | 阪神  | 114   | 79       | 38       | 41       | .519     |      |
| 1974  | 阪神  | 123   | 96       | 60       | 36       | .375     |      |
| 1975  | 阪神  | 128   | 109      | 65       | 44       | .376     |      |
| 1976  | 阪神  | 118   | 74       | 46       | 28       | .378     |      |
| 1977  | 阪神  | 71    | 65       | 49       | 16       | .246     |      |
| 1978  | 阪神  | 79    | 65       | 44       | 21       | .323     |      |
| 1979  | 西武  | 25    | 45       | 34       | 11       | .244     |      |
| 1984  | 西武  | 1     | 0        | 0        | 0        | -        |      |
| 通算  | 通算  | 944   | 767      | 443      | 324      | .422     |      |

- 太字年はダイヤモンドグラブ賞の受賞

### 年度別監督成績
| 年度      | 球団      | 順位      | 試合 | 勝利 | 敗戦 | 引分 | 勝率 | ゲーム差   | チーム 本塁打 | チーム 打率 | チーム 防御率 | 年齢       |
| --------- | --------- | --------- | ---- | ---- | ---- | ---- | ---- | ---------- | ------------- | ----------- | ------------- | ---------- |
| 1990年    | ダイエー  | 6位       | 130  | 41   | 85   | 4    | .325 | 40.0       | 116           | .251        | 5.56          | 44歳       |
| 1991年    | ダイエー  | 5位       | 130  | 53   | 73   | 4    | .421 | 29.0       | 152           | .253        | 4.74          | 45歳       |
| 1992年    | ダイエー  | 4位       | 130  | 57   | 72   | 1    | .442 | 24.0       | 139           | .258        | 4.60          | 46歳       |
| 通算：3年 | 通算：3年 | 通算：3年 | 390  | 151  | 230  | 9    | .396 | Bクラス3回 | Bクラス3回    | Bクラス3回  | Bクラス3回    | Bクラス3回 |

※1990年から1996年までは130試合制

### タイトル
- 本塁打王：1回（1975年）

### 表彰
- 新人王（1969年）
- ベストナイン：5回（1972年 - 1976年）
- ダイヤモンドグラブ賞：2回（1973年 - 1974年）
- 正力松太郎賞：1回（1983年）※選手として表彰
- 日本シリーズ優秀選手賞：1回（1983年）
- パ・リーグプレーオフ優秀選手賞：1回（1982年）
- 月間MVP：2回（1975年4月、1983年5月）
- 野球殿堂エキスパート部門（2020年）

### 記録
初記録
- 初出場：1969年4月12日、対大洋ホエールズ1回戦（阪神甲子園球場）、9回裏に江夏豊の代打で出場
- 初打席：同上、9回裏に平松政次の前に三振
- 初先発出場：1969年4月13日、対大洋ホエールズ3回戦（阪神甲子園球場）、7番・捕手で先発出場
- 初安打・初本塁打・初打点：同上、6回裏に池田重喜から左越ソロ
- 初4番：1970年4月26日、対広島東洋カープ3回戦（広島市民球場）

節目の記録
- 100本塁打：1973年4月26日、対読売ジャイアンツ3回戦（後楽園球場）、9回表に菅原勝矢から左越3ラン ※史上75人目
- 150本塁打：1974年6月15日、対ヤクルトスワローズ9回戦（明治神宮球場）、9回表に浅野啓司から左越同点ソロ ※史上37人目
- 200本塁打：1975年6月19日、対中日ドラゴンズ13回戦（中日スタヂアム）、7回表に松本幸行から中越ソロ ※史上21人目
- 250本塁打：1976年9月14日、対読売ジャイアンツ9回戦（後楽園球場）、1回表に加藤初から左越3ラン ※史上12人目
- 1000試合出場：1977年8月31日、対ヤクルトスワローズ23回戦（明治神宮野球場）、4番・一塁手で先発出場 ※史上195人目
- 300本塁打：1978年6月5日、対ヤクルトスワローズ8回戦（明治神宮野球場）、5回表に井原慎一朗から左越ソロ ※史上10人目
- 1000安打：1978年8月17日、対広島東洋カープ22回戦（広島市民球場）、9回表に松原明夫から中前安打
- 350本塁打：1980年4月29日、対ロッテオリオンズ前期5回戦（宮城球場）、1回表に仁科時成から左越先制2ラン ※史上9人目
- 400本塁打：1981年9月6日、対ロッテオリオンズ後期10回戦（西武ライオンズ球場）、9回裏に村田兆治から左越2ラン ※史上7人目
- 1500試合出場：1982年6月1日、対日本ハムファイターズ前期9回戦（後楽園球場）、5番・指名打者で先発出場 ※史上71人目
- 1000打点：1982年9月14日、対近鉄バファローズ後期8回戦（日生球場）、3回表に井本隆から中前適時打 ※史上16人目
- 450本塁打：1983年6月11日、対日本ハムファイターズ10回戦（後楽園球場）、6回表に佐藤誠一から左越2ラン ※史上6人目
- 3000塁打：1983年7月2日、対近鉄バファローズ12回戦（西武ライオンズ球場）、4回裏に山村達也から左中間へ2ラン ※史上23人目
- 1500安打：1984年5月11日、対近鉄バファローズ6回戦（西武ライオンズ球場）、5回裏に鈴木啓示から投手前内野安打 ※史上48人目

その他の記録
- 4打数連続本塁打：1973年5月9日 - 5月10日 ※史上5人目、歴代2位タイ[77]
- 13打席連続出塁：1974年8月6日 - 8月8日
- 3イニング連続本塁打：1976年8月25日、対広島東洋カープ戦（阪神甲子園球場）、6回から8回にかけてソロ、ソロ、2ラン ※史上4人目[78][要文献特定詳細情報]
- 通算0犠打 ※通算6875打席での記録は史上3番目の多さ、日本人史上最多[79]
- 通算125敬遠 ※リーグ最多敬遠を記録していない選手の中では歴代最多
- オールスターゲーム出場：11回（1969年 - 1976年、1978年、1979年、1984年）

### 背番号
- 22（1969年 - 1984年）
- 81（1990年 - 1992年）
- 88（2002年 - 2003年、2011年 - 2012年）

## 関連情報

### 自著
「魅せて勝つ」1985年　大阪書籍（株）

### 歌
- 六つの星（1976年5月1日発売、メインボーカルは細川たかし）

王貞治・山本浩二・星野仙一・平松政次・松岡弘と共にバックコーラスを担当

### 出演
野球中継（テレビ）
- SAMURAI BASEBALL（2013年のみTBSニュースバード・BS-TBS向けのみ出演、2014年より地上波中継に復帰）
- サンテレビボックス席（2015年よりゲスト出演）

野球中継（ラジオ）
- TBSラジオ エキサイトベースボール（自社での放送とネットワーク配信は2017年まで。2018年からはDeNA主催ゲームのJRN系列局向け裏送りのみ継続）
- 文化放送ライオンズナイター（2018年 - 。西武OBとしてゲスト出演）
- RKBエキサイトホークス（2017年まではTBSラジオ制作の、2018年からはニッポン放送制作の裏送り分に出演）[注 8]
- MBSベースボールパーク（MBSラジオがJRN担当となる月・金曜にゲストとして出演があった。他にTBSからの裏送りやネット受けもあり）
- ABCフレッシュアップベースボール（ABCラジオがJRN担当となる火 - 木・土・日曜にゲスト出演があった。他にTBSからの裏送りやネット受けもあり）

この他、TBSラジオからの系列各局向けの裏送り中継も担当。楽天コーチ就任以前は、RCC向けのDeNAまたは巨人主催広島戦（Veryカープ! RCCカープナイター／カープデーゲーム中継）以外への裏送り中継への出演は少なかったが、2013年の復帰後は逆にパ・リーグの試合の裏送りの出演機会が多くなっている。
バラエティなど
- 第34回NHK紅白歌合戦（1983年12月31日、NHK総合・ラジオ第1）審査員
- YOU（1985年4月 - 8月、NHK教育）司会の三田寛子のパートナーとして数回出演
- 探偵!ナイトスクープ（朝日放送テレビ）
- 生島ヒロシのおはよう一直線（TBSラジオ）
- オールスター感謝祭（TBSテレビ）

コマーシャル
- 小西六・サクラカラー100年プリント（ジャネット八田他家族全員で参加）

漫画・アニメ関連
- 男どアホウ甲子園（阪神選手時代は同僚）
- 野球狂の詩（アニメでは、声 - 田中崇〈現：銀河万丈〉で、水原勇気のドリームボールと対決する）
- あぶさん（漫画連載時は選手として、またダイエー時代は監督）

テレビドラマ
- エプロンおばさん 第2話（1983年1月17日、フジテレビ）

### 出演映画
- ミスター・ルーキー - ABCの野球中継解説者として出演。

### 田淵をモデルとした人物が登場する作品
- がんばれ!!タブチくん!! - いしいひさいち原作の漫画。主人公のタブチコーイチは、選手時代の田淵がモデルとなっている。